# سليم الجندوبي
سليم الجندوبي هو لاعب كرة قدم تونسي محترف وهو يلعب مع فريق النادي الرياضي البنزرتي التونسي.